# 名探偵・山田花子
『爆笑コメディー 名探偵・山田花子』（ばくしょうコメディー めいたんてい・やまだはなこ）は、1998年10月3日から1999年9月25日まで関西テレビで毎週土曜 18:30 - 19:00に放送されていたバラエティ番組である。
番組の収録は大阪のうめだ花月シアター（後のうめだ花月、現在は閉鎖）で行われていた。

## 物語
山田花子演じる探偵が、探偵社の上司である石田靖と探偵社に出入りする探偵志望の男・藤井隆とともに、毎週のように持ち込まれる奇妙な事件を解決する内容のコメディー。

## 出演者
- 山田花子
- 石田靖
- 藤井隆

他、吉本興業所属の芸人を中心に、毎週数名のゲストが出演していた。

## 補足
- 関西テレビのキー局であるフジテレビでは、本番組の放送時間にアニメ『花さか天使テンテンくん』が放送されていた。
- 大江千里も観客として見に来たことがあり、収録後には大江も楽屋に来て記念撮影をしていた（TBS『はなまるマーケット』の「はなまるカフェ」のコーナーで語った）。

## スタッフ
- 作 : 本多正識、大工富明、吉井美奈子ほか
- 技術 : 前田昌彦（ウエルカム）
- カメラ : 菊池幸雄（ウエルカム）
- 音声 : 上野太（ウエルカム）
- 映像調整 : 竹本昌之（ウエルカム）
- 照明 : アーチェリープロ
- VTR編集 : 橋本秀幸
- MA・音効 : 田口雅敏（戯音工房）
- 美術 : 岸村信治（すくらんぶる）
- 大道具 : つむら工芸
- 衣裳 : 大槻忠之（大槻衣裳）
- 化粧 : オフィスサヨコ（MORE）
- 編成 : 間嶋奈美江（KTV）
- ディレクター : 松本浩（メディアプルポ）
- プロデューサー : 谷良一（吉本興業）、上沼真平（メディアプルポ）
- 制作協力 : 吉本興業、メディアプルポ
- 制作著作 : 関西テレビ